# Sagenina
Sagenina, en ocasiones erróneamente denominado Arsagenum, es un género de foraminífero bentónico de la familia Dryorhizopsidae, de la superfamilia Astrorhizoidea, del suborden Astrorhizina y del orden Astrorhizida. Su especie-tipo es Sagenella frondescens. Su rango cronoestratigráfico abarca desde el Eoceno hasta la Actualidad.

## Discusión
Clasificaciones previas incluían Sagenina en el suborden Textulariina del orden Textulariida.

## Clasificación
Sagenina incluye a las siguientes especies:
- Sagenina divaricans
- Sagenina expansa
- Sagenina filiformis
- Sagenina frondescens
- Sagenina ramulosa